# Copa Libertadores 1979
Copa Libertadores 1979 var 1979 års säsong av Copa Libertadores som vanns av Olimpia från Paraguay efter en finalseger mot Boca Juniors från Argentina. 2 lag från varje land i CONMEBOL deltog, vilket innebar 20 lag. Dessutom var ett lag kvalificerat som regerande mästare. De första 20 lagen delades upp i fem grupper om fyra lag där varje gruppvinnare gick vidare till en andra gruppspelsfas. Där delades de fem gruppvinnarna och det regerande mästarlaget upp i två grupper om tre lag. De två gruppvinnarna fick mötas i final.
Varje grupp representerades av två länder, med två lag från vardera lag.
- Grupp 1: Argentina och Colombia
- Grupp 2: Paraguay och Bolivia
- Grupp 3: Brasilien och Peru
- Grupp 4: Chile och Venezuela
- Grupp 5: Uruguay och Ecuador

## Gruppspel omgång 1

### Grupp 1
| Lag             | S | V | O | F | GM | IM | MSK | Poäng |
| --------------- | - | - | - | - | -- | -- | --- | ----- |
| Independiente   | 6 | 4 | 1 | 1 | 12 | 6  | 6   | 9     |
| Deportivo Quito | 6 | 3 | 1 | 2 | 8  | 7  | 1   | 7     |
| Millonarios     | 6 | 2 | 2 | 2 | 8  | 11 | -3  | 6     |
| Quilmes         | 6 | 1 | 0 | 5 | 7  | 11 | -4  | 2     |

### Grupp 2
| Lag               | S | V | O | F | GM | IM | MSK | Poäng |
| ----------------- | - | - | - | - | -- | -- | --- | ----- |
| Olimpia           | 6 | 5 | 0 | 1 | 13 | 5  | 8   | 10    |
| Bolívar           | 6 | 4 | 1 | 1 | 18 | 7  | 11  | 9     |
| Sol de América    | 6 | 2 | 1 | 3 | 9  | 12 | -3  | 5     |
| Jorge Wilstermann | 6 | 0 | 0 | 6 | 5  | 21 | -16 | 0     |

### Grupp 3
| Lag           | S | V | O | F | GM | IM | MSK | Poäng |
| ------------- | - | - | - | - | -- | -- | --- | ----- |
| Guarani       | 6 | 5 | 0 | 1 | 16 | 5  | 11  | 10    |
| Universitario | 6 | 4 | 0 | 2 | 15 | 15 | 0   | 8     |
| Palmeiras     | 6 | 3 | 0 | 3 | 15 | 11 | 4   | 6     |
| Alianza Lima  | 6 | 0 | 0 | 6 | 5  | 20 | -15 | 0     |

### Grupp 4
| Lag               | S | V | O | F | GM | IM | MSK | Poäng |
| ----------------- | - | - | - | - | -- | -- | --- | ----- |
| Palestino         | 6 | 4 | 2 | 0 | 16 | 2  | 14  | 10    |
| O'Higgins         | 6 | 2 | 3 | 1 | 10 | 4  | 6   | 7     |
| Portuguesa        | 6 | 0 | 4 | 2 | 4  | 12 | -8  | 4     |
| Deportivo Galicia | 6 | 0 | 3 | 3 | 3  | 15 | -12 | 3     |

### Grupp 5
| Lag                   | S | V | O | F | GM | IM | MSK | Poäng |
| --------------------- | - | - | - | - | -- | -- | --- | ----- |
| Peñarol               | 6 | 4 | 2 | 0 | 10 | 2  | 8   | 10    |
| Nacional              | 6 | 2 | 3 | 1 | 7  | 3  | 4   | 7     |
| El Nacional           | 6 | 2 | 1 | 3 | 6  | 10 | -4  | 5     |
| Técnico Universitario | 6 | 0 | 2 | 4 | 4  | 12 | -8  | 2     |

## Gruppspel omgång 2

### Grupp 1
| Lag           | S | V | O | F | GM | IM | MSK | Poäng |
| ------------- | - | - | - | - | -- | -- | --- | ----- |
| Boca Juniors  | 4 | 3 | 1 | 0 | 7  | 2  | 5   | 7     |
| Independiente | 4 | 1 | 1 | 2 | 1  | 3  | -2  | 3     |
| Peñarol       | 4 | 1 | 0 | 3 | 3  | 6  | -3  | 2     |

### Grupp 2
| Lag       | S | V | O | F | GM | IM | MSK | Poäng |
| --------- | - | - | - | - | -- | -- | --- | ----- |
| Olimpia   | 4 | 3 | 1 | 0 | 8  | 2  | 6   | 7     |
| Guarani   | 4 | 0 | 3 | 1 | 4  | 5  | -1  | 3     |
| Palestino | 4 | 0 | 2 | 2 | 2  | 7  | -5  | 2     |

## Final
|  |  | Olimpia | 2 – 0 | Boca Juniors |  |  |
|  |  |         |       |              |  |  |
|  |  |         |       |              |  |  |
|  |  |         |       |              |  |  |

|  |  | Boca Juniors | 0 – 0 | Olimpia |  |  |
|  |  |              |       |         |  |  |
|  |  |              |       |         |  |  |
|  |  |              |       |         |  |  |

Olimpia vinnare av Copa Libertadores 1979.